# Cardioglossa schioetzi
Cardioglossa schioetzi – gatunek płaza bezogonowego z rodziny artroleptowatych (Arthroleptidae).

## Występowanie
Płaz ten posiada bardzo ograniczony zasięg występowania. Napotkać go można jedynie na granicy pomiędzy zachodnim Kamerunem i wschodnią Nigerią (Oshie-Obudu Ridge, góry Gotel).
Gatunek zamieszkuje na wysokości 1640–2010 m n.p.m. Zasiedla pozostałości górskich lasów tropikalnych, obecnie pofragmentowane. Może występować także w środowiskach zmienionych, na których nie ma już drzew. Spotykany jest także na skałach, stromych zboczach i rumowiskach, a także gliniastym podłożu.

## Rozmnażanie
Jak i inne spokrewnione z nim gatunki, prawdopodobnie rozmnaża się w wodach płynących.

## Status
W Czerwonej księdze gatunków zagrożonych IUCN płaz ten od 2017 roku klasyfikowany jest jako gatunek narażony (VU, ang. Vulnerable); wcześniej, od 2004 roku uznawano go za gatunek zagrożony (EN, ang. Endangered).
Liczebność spada.
Rozwój rolnictwa, w tym nadmierny wypas, osadnictwo ludzkie oraz pozyskiwanie drewna stanowią największe zagrożenia dla tego stworzenia.